# ボールペン

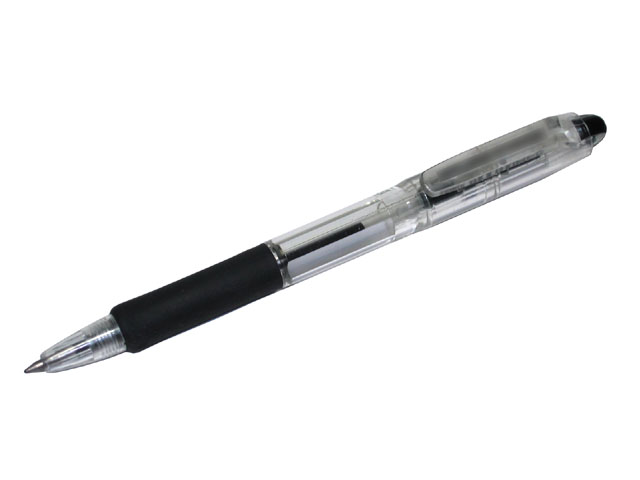
ボールペン

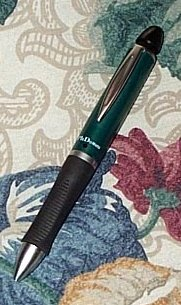
太い軸のボールペン

ボールペン（Ball pen）は、ペン先に小さな鋼球を内蔵してあり、運筆とともに回転することで軸内のインクを滲出させて筆記する構造を持つ筆記具。精密機械であり、文房具の一種。
英語では "ballpoint pen" (ball-point pen)、あるいは単に "ballpoint" と呼ばれる。「ボールペン」は和製英語だとされることもあるが、俗称・商業用語として英語圏でも "ball pen" と呼ばれることがある。イギリス、アイルランド、オーストラリア、ニュージーランドといった英語圏では、ボールペンのことを "biro"（バイロー）と呼び、イギリス英語では "biro" はボールペン一般を指す名詞となっている。これは、発明者であるビーロー・ラースローの名字を英語風に読んだ音による。

## 特性

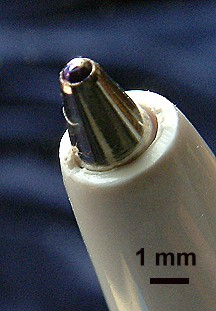
ボールペンの先端

先端に金属またはセラミックス（ごく一部「ボールぺんてる」のように樹脂のものも存在する）の極小の球（ボール）がはめ込まれており、このボールが筆記される面で回転することにより、ボールの裏側にある細い管に収められたインクが筆先表面に送られて、線を描けるペンの一種。この一連の機構がユニット化されたものをリフィル（レフィル）と呼び、ペン軸の内部に収めて使用する。
ボールペンには、太さ、色、インクの特性、ペン先の出し方などにより多くの種類が存在する。ペン先の出し方によって大別すると、ペン先を覆うキャップを取り外すキャップ式、後部のボタンを押すことでペン先を繰り出すノック式、軸をひねって回転させることでペン先を繰り出すツイスト式(回転式)がある。いわゆる多色ボールペンやシャープペンシルの機能を併せ持ったもののようにノック部が複数あるものは複数ノック式という。
鉛筆とは異なり基本的には筆跡を消しゴムで消せないため、ボールペンは公的書類にも用いられる。ボールペンが登場するまでは筆記具の主流は万年筆であったが、ボールペンには独特の構造により弱い力でスムーズな線を描けるといった特長がある。万年筆では使うことが難しい顔料インクなどの高性能なインクを使えるので筆跡の保存性にも優れている。欧州の学校では鉛筆は主に絵を描くときに用いられ、筆記にはボールペンや万年筆を使う国が少なくない。かつてはフランスの教室でも万年筆のみでボールペンの使用が認められていなかったが、ビックが1950年にボールペン「クリスタル」を発売し普及するに伴い、1965年に教室での使用が解禁された。ボールペンはペン先が硬く筆圧を加えやすいので、カーボン紙や感圧紙を用いた複写（カーボンコピー）にも適している。
ボールペンは安価に作れるため、企業の広告宣伝用に企業のロゴを軸にプリントしたものが配布されることもある。
ボールペンの欠点としては、凹凸面があるとボールがうまく回転せず、筆記した線が湾曲してしまう点、長期間の放置に弱い点、線に強弱をつけるのが難しい点などがある。
ボールペンのインク（油性、ゲル）は粘度が高いため、リフィル内に気泡（切れ）が生じると先端にインクが回らなくなり使用不能に陥る。これは上向き筆記や洗濯機に誤って入れることが原因で生じる。また塗工紙への寝かせ書きなどが原因で異物がペン先に入り込み書けなくなることもある。書けなくなったボールペンの回復方法として、俗にペン先を炙ったり、お湯に浸けたり、振り回すなどの対処法が示されることがよくあるが、メーカーによればこれらの効果は期待できない。メーカーが推奨する対処法としては、ペン先を拭ったり重ねた非塗工紙への筆記を繰り返す方法があるが、ほとんどの故障では完全に回復させるのは難しい。

## 構造

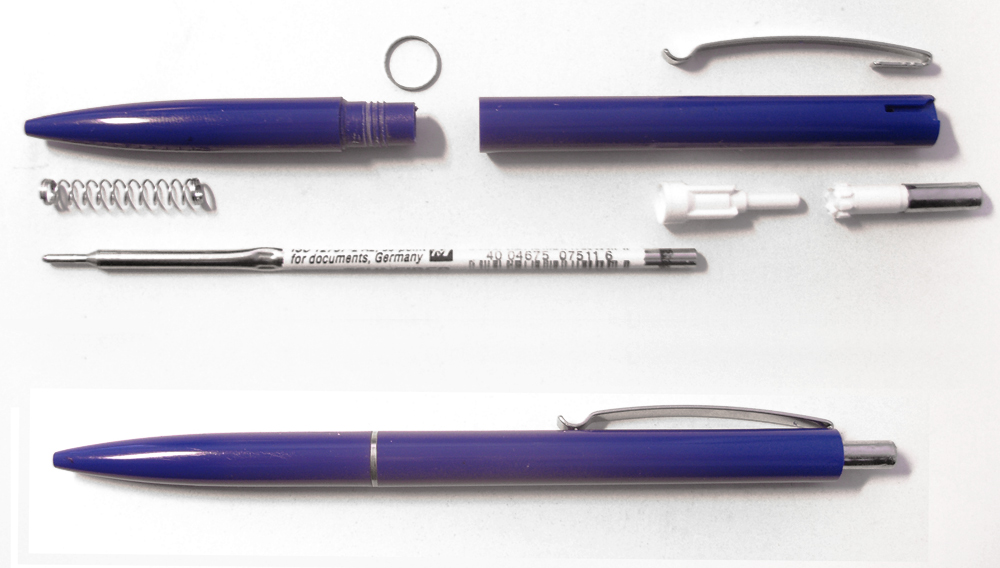
分解したボールペン

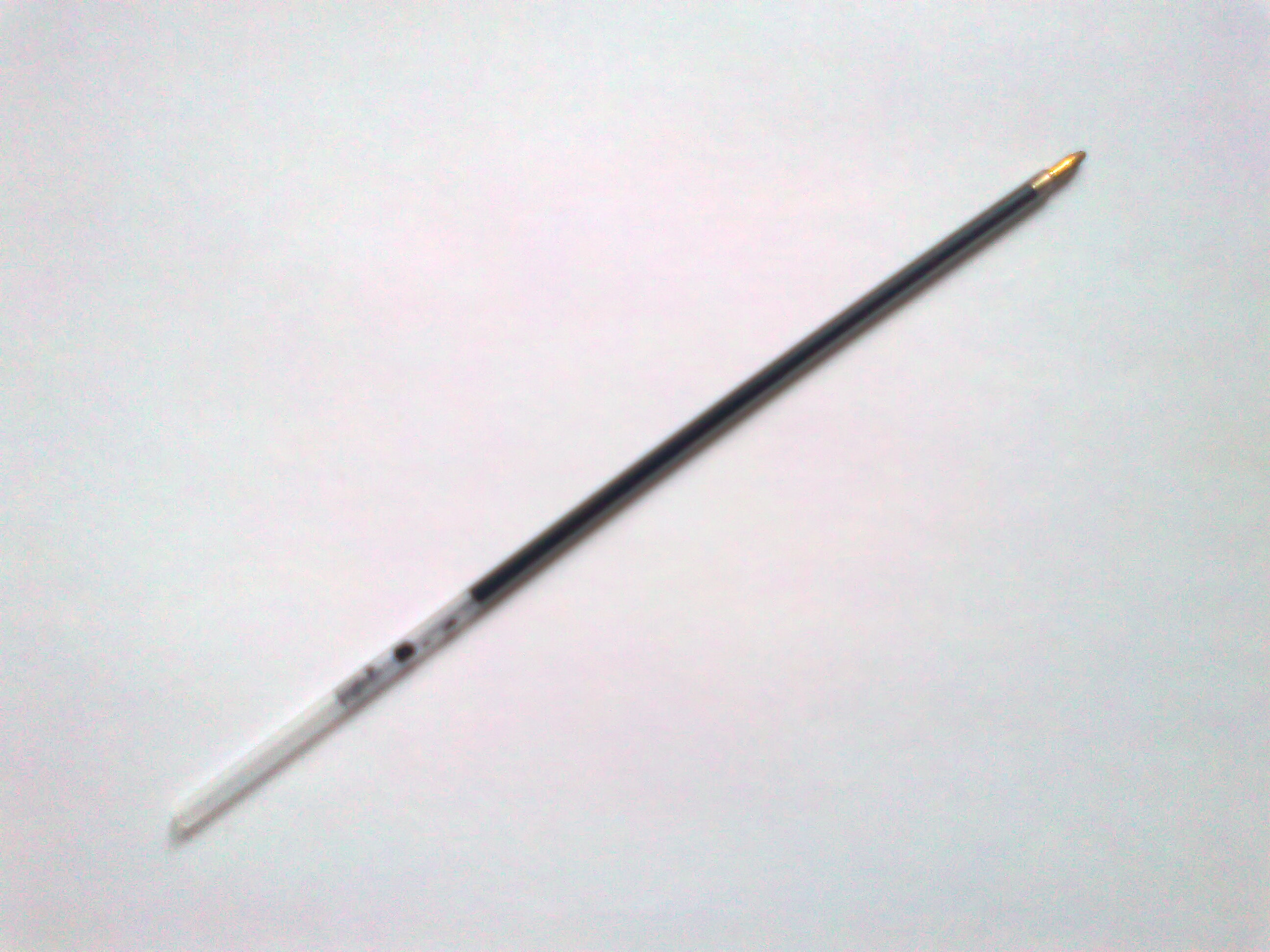
透明樹脂製カートリッジを採用したリフィル

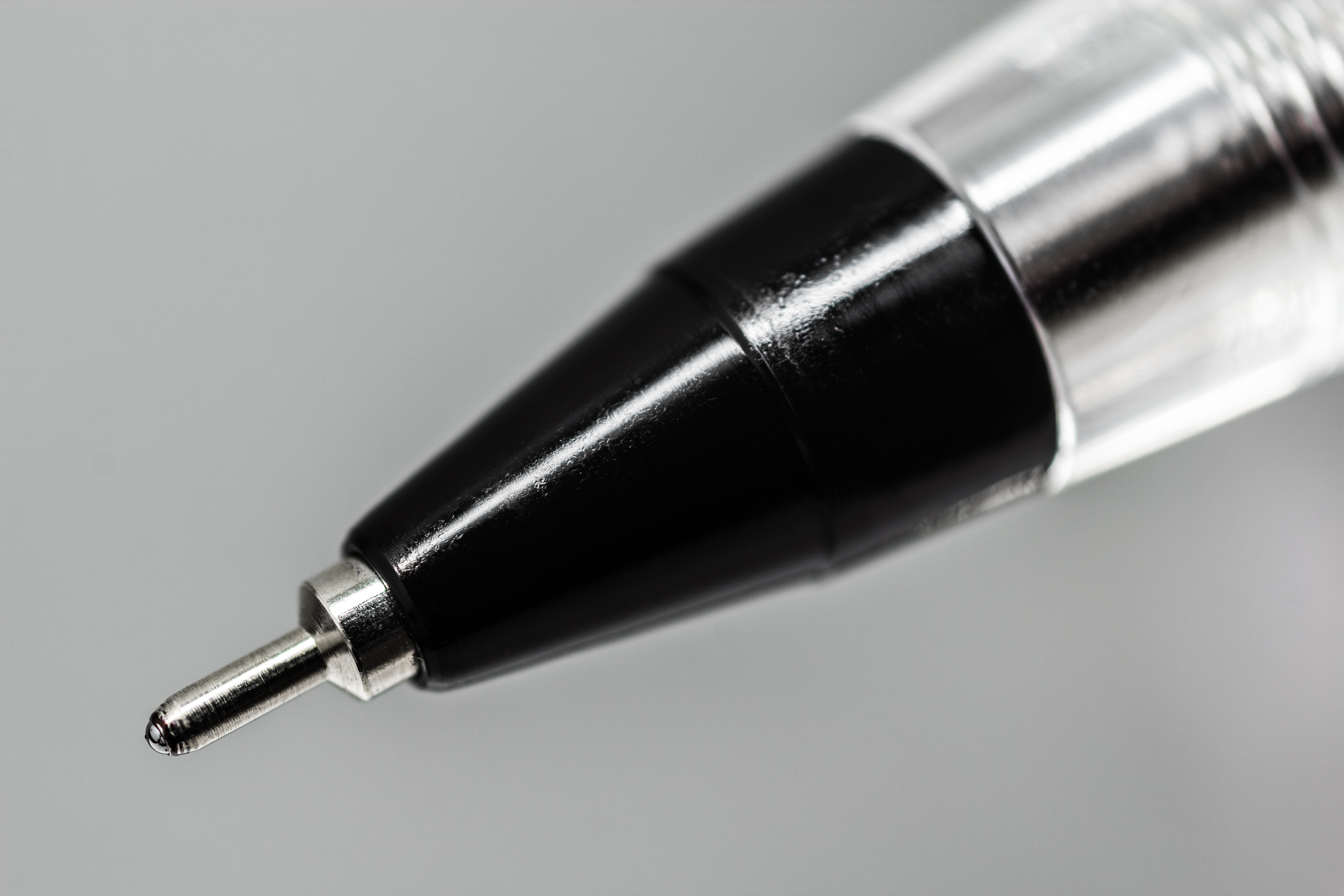
ニードル型チップ

ボールペンの基本的な筆記機能は、ペン先の部品であるチップと、インクを収めるパイプ状のカートリッジによって構成される。ペン軸自体がカートリッジを兼ねているものもあるが、多くのボールペンは外装であるペン軸の内部にリフィル（替芯）を収めた構造をもつ。リフィルはチップとカートリッジが一体化した構造をもち、インクや機械の消耗といった必要に応じて、多くは交換可能になっている。
チップはボールペンの性能を大きく左右する、特に精密な加工技術が要求される部分である。チップ内部にはカートリッジからボールまでインクを誘導する管が通っており、チップ先端には回転可能なボールがはめこまれた構造をもつ。筆記に従いボールが回転することで、ボールに付着したインクが筆記面へ転写される。また現代の多くのボールペンでは、ボールの背面に極小ばねを内蔵しており、筆記をしていない平時はボールを外側へ押し出すことでチップ先端の隙間を封じ、乾燥やインク漏れを防いでいる。
カートリッジの後部にはインクの漏出や乾燥を防ぐために栓がされるが、インクの種類によってもその方式は異なる。よくある方式として、元々乾きにくい油性インクではスポンジ栓が使われ、これは平時は通気性がありつつも、ペン先から空気が入りこんだ際に生じるインクの後部漏出をとどめる役割を持つ。水性ゲルインクや一部の油性インクではインクの後端にグリース（液栓）が充填され、これはインクの消費に追従して移動する栓として機能する。水性（非ゲル）インクでは後端は密栓され、インク消費に伴うカートリッジ内への空気の取り入れ（気液交換）はペン先の空気孔を通じておこなわれる。

### チップ形状
チップの形には主に3タイプの形がある。
コーンチップ（砲弾チップ）
由来は、円すい (cone) の形という意味の「コーン」で、ペン先が三角形なのが特徴。 砲弾チップとも呼ばれる。一般的なボールペンの大半に採用されている。
ニードルチップ（パイプチップ)
由来は、針 (needle) の形という意味の「ニードル」で、針の様に細長いのが特徴。なお、オート社がニードルと初めて命名した。 パイロット社では1994年にゲルインクを使用した3つの点でボールを支える「3点支持チップ（パイプチップ）」を開発。さらに、オート社が1999年に低粘度油性インクを使用した「切削型ニードルチップ（ニードルポイント）」を開発。
シナジーチップ（ポイントチップ)
由来は、コーンチップとパイプチップの相乗効果（synergy）を狙った意味の「シナジー」で、先端へかけてスリムに絞った形状が特徴。パイロット社が2016年にゲルインクを使用した「シナジーチップ」を開発。三菱鉛筆社が2021年に低粘度油性インクを使用した「ポイントチップ」を開発。

### チップ材質
快削黄銅
加工しやすく安価に製造できるが、寿命が短い。
白銅
上に同じ。耐食性は黄銅より比較的良好。
ステンレス
比較的磨耗に強く、寿命が長い。日本で生産されるボールペンチップの多くは、この材質。
合成樹脂
「ボールPentel」など。

### ボール材質
ステンレス鋼
安価に製造できるが、耐磨耗性に若干劣る。
超硬合金
主に炭化タングステンが使用される。寿命が長い。
セラミックス
主にアルミナが使用される。磨耗が少ないため寿命が長い他、インクに対して化学変化を起こさず、表面に微細な凹凸がありインクのノリが良い。
人工宝石
ルビーは摩擦係数が小さく磨耗が少ないため、高級ボールペンに使用される。

### 軸材質
合成樹脂
最も一般的な軸材質。安価で大量に生産できるため多く使用されている。
金属
一部の高価なボールペンで使用されている。合成樹脂に比べて本体を小型化できる利点がある。
木材
材質に狂いが生じやすいため一般に使用されることはほとんどない。
セルロイド
かつて万年筆用に大量に使用された素材。一時は合成樹脂の登場により姿を消したが昔ながらの風合いを重視し現在も細々と使用されている。
エボナイト
上記に同じ。紫外線で劣化するが漆黒の美しい光沢を呈する。
紙
ドイツで考案された軸材質。何重にも巻いたクラフト紙の厚紙でできた紙管を使用する。ロゴを印刷できる面積が広く取れリサイクルが容易であるため企業の宣伝用として多用される傾向がある。
インクが収まるリフィルの軸部は当初は金属製チューブだったが、インク残量が見えまた廉価な透明プラスチック製のものが主流になっている。しかし金属製には酸素や水分の透過度が低くインク変性が少ない、より堅く細い軸に作れるため多色ペンで太くなりすぎない、軸ぶれしにくくシャープな書き味を得られる等のメリットがあり、高級帯製品に用いられ続けている。高粘度のインクを用いるため再充填が難しいこと、万年筆のペン先のような馴れによる書き味の変化といった要素には乏しいため、リフィル自体は価格によらず使い捨てである。
ボールペンはボールを周りのカシメによって支持するため、寝かせて書くとカシメが擦れて故障の原因となるおそれがある。ペン先内部にボールを支えるための受座があるので、受座がボールを正しい位置で支えられる角度で筆記するのがよいとされる。よって筆記時には万年筆と違い紙面に直角に近い角度（60～90度が望ましいとされる）を保ち筆記することが求められる。

## 歴史

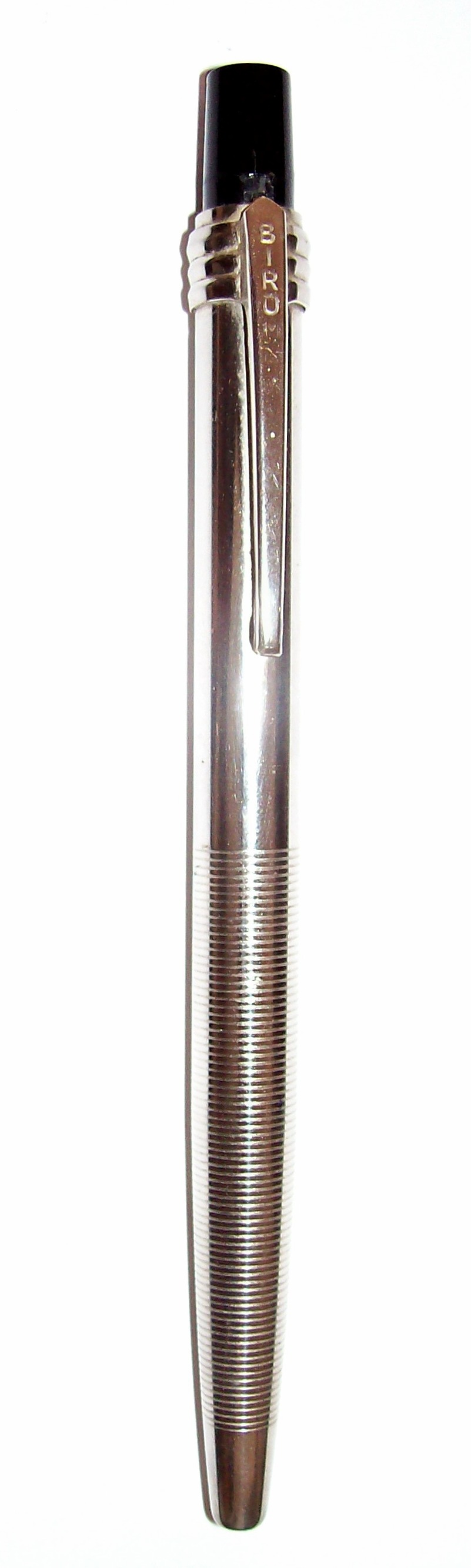
1940年にビーロー・ラースローが売り出した"birome"ブランドペン。

ボールペンを発明するにあたっては、ペン先用極小ボールの高精度な加工・固定技術と、高粘度インクの開発が必要であった。従来の低粘度インクでは、ボールの回転と共に多量のインクがにじみ出してしまい、シャープな線を描けなかったのである。
- 1884年にアメリカ人のジョン・ラウドが着想しているが、インク漏れを防止できず実用にならなかった。
- ユダヤ系ハンガリー人のジャーナリストのビーロー・ラースロー（László Bíró）が毛細管現象を利用した世界初の近代的ボールペンを考案し、1938年にイギリスで特許を取得[13]。1941年にナチス・ドイツを逃れてアルゼンチンに移住すると同国で会社を設立し、1943年に同国での特許を取得してBiromeというブランド名で販売[14]。イギリス空軍がこのペンのライセンス品（Biro）を採用し、高い高度を飛行中の使用に際してボールペンは万年筆よりも液漏れしにくいことが知られることとなった[14]。
- 1945年にアメリカの企業家であるミルトン・レイノルズ氏 は重力を用いた新しいインクの押し出し技術を考案し、「レイノルズ・ロケット」という新しいボールペンを発売した[15]。
- 1945年にビーローのbiromeペンをエバーシャープ社とレイノルズ社と量産化、戦後のアメリカでブームとなった[14]。また、日本でも米軍により持ち込まれたことで、一部でボールペン・ブームとなった。
- 1948年にセーラー万年筆社が初国産ボールペン「セーラー・ボール・ポイント・ペン」を500本発売[16]。
- インク漏れをほぼ完全に防止でき、安定した製品が市場に出されるのは、1950年代に至ってからである[17]。
- 1949年にオート社が世界で初めて実用的な量産ボールペンである鉛筆型ボールペンならびに証券用インクを開発[18]。以降、本格的な日本国内のボールペン・ブームの火付け役となる。
- 1950年にフランスのビックが透明軸の「ビック・クリスタル」を発売、1970年代には4色ボールペンを発売した[19][20]。世界規模で量産に成功し、ビックは21世紀の現在に至るまで最大のボールペンメーカーとなっている[14]。
- 1958年にオート社がペン先に入れる小さな0.6ミリのボールを開発した[21]。ボールの小型化は世界で初めてである。これによって極細の文字が書けるようになり、他社からも更に小さいボールの商品が開発されるようになった。
- 1964年にオート社が水性ボールペンを世界で初めて開発[18]。以降、各社から多彩な水性ボールペンが発売されることとなる。
- 1965年にポール・フィッシャーが窒素ガス加圧式のスペースペンを開発。後にNASAにも採用された[22]。
- 1966年にゼブラ社がインク残量が一目で分かるボールペン「ゼブラクリスタル」を発売。
- 1977年にゼブラ社がシャープペンシルとボールペンを1本にまとめた革新的な商品「シャーボ」を発売した。
- 1982年にサクラクレパス社が世界で初めて分散系のチキソトロピー現象を応用した水性ゲルインキを開発・特許を取得した。その後国内各社も高性能ゲルインキボールペンの開発に着手、ボールペンの性能は飛躍的に上がり、ボールペンの普及に拍車を掛けた。
- 2006年にパイロット社の消せるボールペンフリクション、三菱鉛筆の低粘度油性ジェットストリームという二大ヒット作が発売された（ただし両者ともノック式用インク開発のため日本展開は後年となる）。
- 2010年にゼブラ社が世界で初めて不可能と言われていた「水性」と「油性」の融合を実現させ、エマルジョンインク(油中水滴型インク)を開発。
- 2023年7月3日に三菱鉛筆のuni-ball oneシリーズが「最も黒いゲルインクボールペン“Blackest gel ink ball pen”」として、ギネス世界記録™に認定された。独自開発のビーズパック顔料により、当時 一番黒いボールペンインクの開発に成功。

当初は高価で普及せず、書いた後時間が経つとインクが滲むので公文書に用いることも認められなかった。しかし、量産効果と改良で品質改善・低価格化が進み、公文書への使用が可能となった。
徐々に金融機関でも採用されるようになり、1960年代のボールペンの新聞広告では「一流銀行が愛用する」というコピーが使われている。1970年代以降は万年筆やつけペンに代わる、もっとも一般的な筆記具となっている。
1980年代後半以降、各メーカーはラバーグリップ搭載、ローレット加工搭載やインクの改良、ペン先の改良など様々な形で疲れにくさを追求していった。1990年代半ばになると、多彩なインク色を揃えたボールペンが相次いで発売され、ビジネスだけでなく趣味、学生にも支持が広まる。

## インクによる分類
ボールペンは、使用するインクの特性により分類される。主なものとして油性ボールペン、水性ボールペン、ゲルインクボールペンがあり、JISやISOの規格ではインク粘度とチキソトロピー性によってこれらに区別される。
JISやISOの規格では、一般筆記用と公文書用の要件が定められており、後者は薬品による改竄（en:Check washing）への耐性が高い。
日本における販売統計では、従来油性ボールペンが主流であったが、1993年以降はゲルインクボールペン人気の高まりにより水性ボールペン（非ゲルおよびゲル）のシェアが高い。2022年には、油性約3.1億本、水性（非ゲルおよびゲル）約14.7億本が販売された。

### 油性ボールペン
ボールペンの中でも最も古典的であり、1930-1940年代にビーロー・ラースローによって開発された。揮発性が低く高粘度の有機溶媒をインクに使っているため、滲みが少なく、裏移りがなく、筆記距離が長いなどの利点がある。インクは紙への浸透作用によって表面的な乾燥を実現する。基本的にペン先はドライアップ（インクの乾燥による故障）せず、リフィルの保存期間が比較的長い。欠点としては書き味の重さや、書き出しのかすれ、ボテ（ペン先への余剰インク溜まり）の発生がある。色素は主に染料が使われ、顔料系と比べて耐光性は劣るが、耐水性は良好であり、実用上は50年以上の筆跡保存性が確かめられている。また筆記の際に筆圧を必要とする点は複写伝票には向いている。
なお、大手文具メーカーが参入した年は以下の通り。
- セーラー万年筆 - 1948年「セーラー・ボール・ポイント・ペン」[28]
- オート - 1949年「オートペンシル」[29]
- トンボ鉛筆 - 1958年「クラウントンボ」[30]
- ゼブラ - 1959年[31]
- 三菱鉛筆 - 1959年[32]
- パイロット - 1961年[33]

#### 低粘度油性ボールペン
2000年代からは、従来の溶煤（2-フェノキシエタノール、ベンジルアルコール）とは異なるインク配合によって滑らかな書き味を志向した「低粘度油性インク」のボールペンが普及している。比較的早いものでは、ゼブラの「ジムニーライト」が1998年、オートの「油性ソフトインク」が1999年から存在する。海外製品ではステッドラーが2018年に「トリプラス ボール」を出している。
各社ともインクに独自名称を付けていることが多い。
- ジムニーライト - ゼブラ、1998年
- ソフトインク - オート、1999年
- A-ink - パイロット、2003年[36]
- ジェットストリームインク (JETSTREAM) - 三菱鉛筆、2003年
- アクロインキ - パイロットコーポレーション、2008年
- ビクーニャ（VICUÑA）インキ- ぺんてる、2010年
- 超低粘smartインク - トンボ鉛筆、2013年
- エアータッチインク - トンボ鉛筆、2018年

### 水性ボールペン
オートの「水性ボールペンW」（1964年）が開祖で、ぺんてるの「ボールぺんてる」（1972年）のヒットにより普及した。欧米ではボールペンではなくローラーボールと呼ばれる。インクの粘度が低いため、さらさらとした感じの書き味が魅力である。水性は低粘度状態のインクで筆記するため低筆圧でも発色が良く、油性ボールペンに比べ書き味、色の発色性の面で優れているが、インクが紙に染み込みやすいため滲みやすい。染料インクの場合、水に濡れるとインクが流れて字が消えてしまう弱点もある（顔料インクは耐水性がある）。
油性とは異なりドライアップしやすいため、使用後はキャップを確実に閉めなければならない。キャップのいらないノック式もあり、海外製では遅くとも1990年にはラミーの「swift」といった製品が登場しているが、日本製では歴史が浅くパイロットの「VボールRT」（2008年）で初めて実用化された。
水性ボールペンの内部構造には、インクの貯留方式によって中綿式と直液式がある。従来の中綿式は、毛細管の中綿からインクを供給するため、重力方向にかかわらず筆記できる特徴を持つが、インク残量が見えず、残量が減るとインクフローが下がる欠点がある。後年開発された直液式では、直接液状インクを貯蔵し、万年筆の櫛溝（蛇腹）に似たコレクターを通じて供給することで、中綿式の欠点を払拭している。コレクターのインク保留量には限界があり、極端な温度・気圧変化を受けるとインク漏れするおそれがあるが、この点でも改良は重ねられている。

### ゲルインクボールペン
サクラクレパスの「ボールサイン」（1984年）で初めて開発された。中性ボールペンとも呼ばれる。ゲルの性質によって、水性ボールペンのよさである書き味がなめらか、ボテが無い、書き出しが良いことと、油性ボールペンのよさであるインク残量を見ることができる、最後までインクの出方が一定である、（顔料の場合）耐水性があることを合わせ持つ。
水性インクにゲル化剤を加えたゲルインクは、リフィル内部では高粘度のゲル状だが、ボールが回転すると速やかにインクが粘度の低いゾル状になり、インクがペン先から滲出する。滲出したインクが紙面に付着するとインクが直ちにゲル化するためインクの滲みが少ない。また比較的大きなインク粒子を使いやすい特徴があり、白色顔料を混ぜたパステルカラー（不透明）インク、ラメ入りインク、香り付きインク、消せるインクといった特殊な製品も登場している。インク素材には染料系と顔料系があり、染料ゲルインクは発色が鮮やかで書き味も滑らかだが、耐水性に難がある。顔料ゲルインクは乾燥後の耐水性・耐光性が高く長期保存に適する。
水性と同じくドライアップしやすく初期はキャップ式のみであったが、キャップのいらないノック式も三菱鉛筆の「シグノノック式」（1997年）以降実用化され、のちに油性同等にスリムなリフィルによる多色ノック式や多機能ノック式も登場した。ノック式はドライアップしにくいインクの配合や、ばねでボールを押し出し非筆記時に隙間を封じることでドライアップを防いでいる。

### エマルジョンボールペン
2010年にゼブラのスラリに搭載された新たな種類のボールペンインク。油性インクと水性ジェルを混合した油中水滴型エマルジョンインクを使用する。油性7水性3の割合で混合(乳化)した状態で安定させることにより、水性の滑らかな書き味と、油性の鮮やかで濃い筆記線を両立している。耐水性と耐光性は共に高い。他社の低粘度油性に対応する位置付けになっている。

## 特殊なボールペン

### 消せるボールペン
1979年にアメリカの文具メーカーPaperMate社が、インク粒子を大きくし紙に染み込まないようにした「イレーザブルインク」による、消しゴムで消せるボールペン「Eraser Mate」を発売し、日本では1980年に三菱鉛筆が「ケルボ」を一時期発売していた。しかし、これは時間が経つと消せなくなるため鉛筆同様の使用はできない。オートも「KESERAR KG-300」を発売していた。
21世紀になってから鉛筆同様の使い勝手を持つパイロットコーポレーション「D-ink」がヒットし、その後継機種「e-GEL」、三菱「ユニボール シグノ イレイサブル」などが登場した。しかし、消しにくかったり簡単に消えたりしたため定着しなかった。
2006年1月、パイロットがペン後部のゴムでこすることで発する摩擦熱により筆跡を消せるフリクションボールをヨーロッパで先行発売し、2007年には日本でも発売、その利便性から2010年までに全世界で累計約3億本を売り上げた。フリクションはその後も全世界で普及している。
ただ、消せるボールペンには文書の改竄の恐れという問題がある。京都府舞鶴市では消せるボールペンで記入されていた公文書が多数発見され問題となり、日本の自治体の事務などでは使用禁止の動きが進んでいる。メーカーも消せるボールペンによる証書類の記入は控えるよう呼びかけている。なお、消せるボールペンで書いた後で消した文字を低温下で復元させる方法もある。

### 加圧式ボールペン
通常のボールペンは重力を利用してインクを送り出すため、先端を上に向けた状態では筆記できない。水平より上向きで字を書くとだんだんインクが出なくなり、さらにインクタンク内に空気が入り込むと気泡ができてしまう。インク残量があっても、ボールとそれを支えるホルダーの間に空気が入ってしまうことのほか、紙の繊維などが詰まったり、ペン先が傷ついてボールが回らなくなったり、インクが経年劣化したりしても書けなくなる。
微小重力の宇宙船内などでは、インクを窒素ガスで強制的に送り出す、俗に宇宙ペン（スペースペン）と呼ばれる特殊なボールペンが使われている。ただし、宇宙ではボールペンが全く使えなくなるということはなく、「アメリカ航空宇宙局（NASA）はわざわざ手間暇と大金をかけてスペースペンを開発した。一方、ソ連は鉛筆を使った」というジョークがあるが、鉛筆の芯は静電気を帯びやすい黒鉛を含み、破片や粉塵が機器類に悪影響を与えるおそれがあるため、ソ連の継承国であるロシアも鉛筆をボールペンに置き換えている。
21世紀に入り、日本の文具メーカーによりガス封入ではなくノックすることで軸の内部で圧縮空気を作りインクを送り出す加圧式ボールペンが開発され、各社より販売されている。加圧されているので先端の向きに関わらず書ける他、ペン先から水の入り込む隙間がないため、濡れた紙や氷点下の環境でも書けるのが特徴である。

## ボールの規格
ペン先用ボールの直径は世界的には1.2ミリメートル (B)、1.0ミリメートル (M)、0.7ミリメートル (F)、0.5ミリメートル (EF) のものが主流。1.4ミリメートル、1.6ミリメートルの太いものや、0.4ミリメートル、0.3ミリメートル、0.28ミリメートル、0.25ミリメートル、0.18ミリメートルといった極細のものもある。
日本では線の密集した漢字を書く都合上0.5前後が好まれ多く流通しているが、欧米メーカーの欧米向け製品では0.7以下を販売していなかったり、漢字圏への輸出向けに特別仕様として0.5を用意する場合もある。これはシャープペンシルでも同じ傾向である。
通常ボールが大きいほど筆跡は太くなり、小さいほど細くなるが、ボールの直径と線の太さは同一ではなく、筆圧などによっても変化する。
一般的に同じ太さのボールでは油性ボールペンより水性ボールペンやゲルインクボールペンの方が筆跡が太くなる。

## 付加機能
付加機能として、クリップ付、印鑑付（印判付）、時計付、ライト付、護身具付き（タクティカルペン）、直記ペンなどがある。
万年筆ほどの種類はないがボールペンにも蒔絵や漆塗、螺鈿といった伝統工芸を採用したり、貴金属や宝石をあしらったりした非常に贅沢な品がいくつか存在する。老舗万年筆メーカーは、主力製品である万年筆とセットで、ほぼ同じデザインの油性ボールペンとローラーボールを販売することが多い。また、自社開発で機能を追加した製品・ＯＥＭ・ギフトノベルティーなどを販売している会社も多々ある。

## ボールペン画

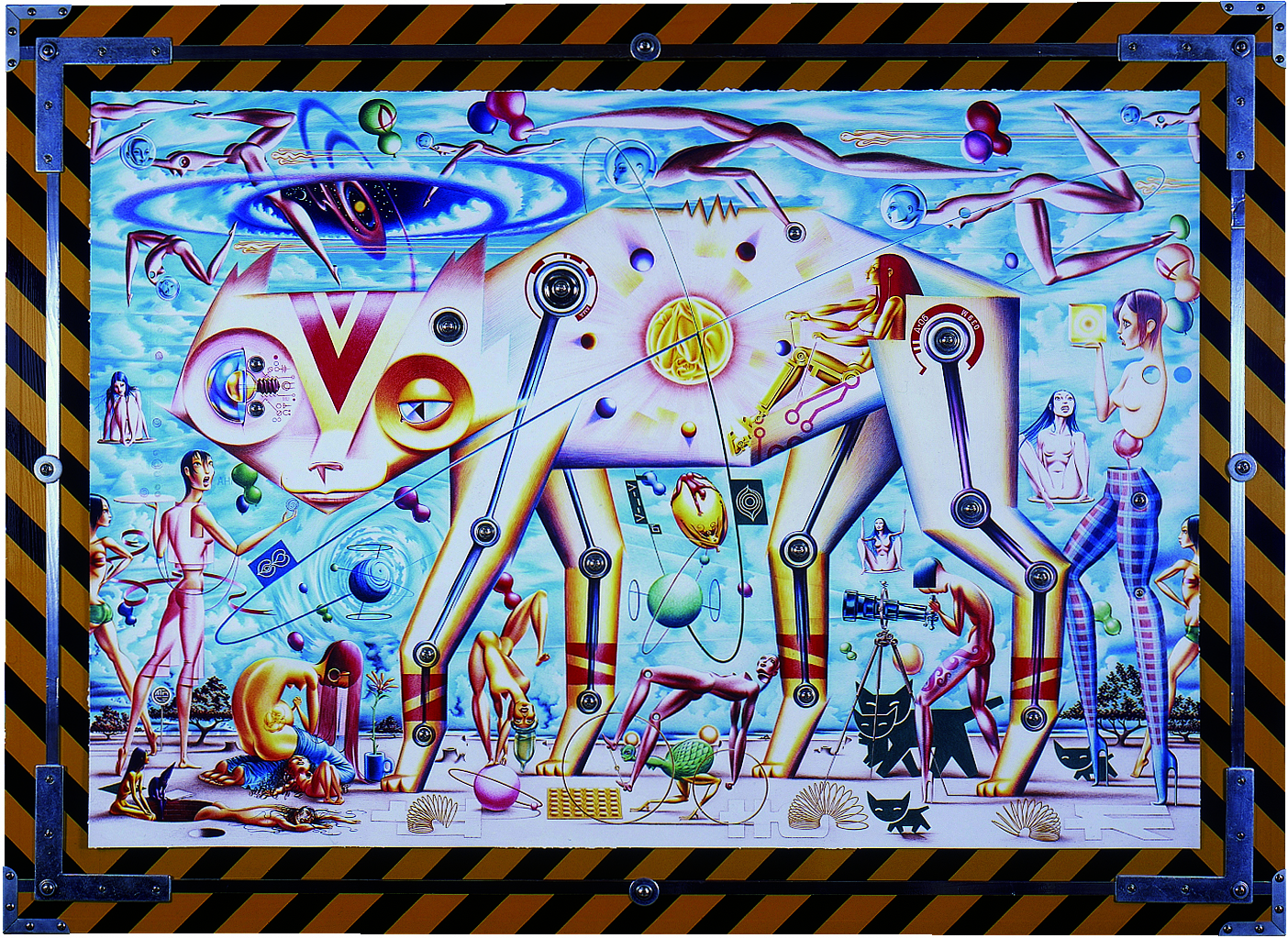
ボールペン画 「宇宙猫パレード」 (2005年) レニー・メイス (Lennie Mace・米/日本) 着色ボールペン、金物、紙 130×92cm。

ボールペンの発明以来、アマチュアの落書きだけでなく、プロのアーティストのための多目的な芸術媒体となっている。使用者によると、ペンは安くてポータブルで、広く利用可能である。従ってこの一般的な文房具は便利な画材にもなる。「点描」と 「クロスハッチ」などの伝統的なペンとインク技術は、ハーフトーンや立体的な描写をするために使用することができる。とりわけアンディー・ウォーホルなどの有名な20世紀の芸術家は、ボールペンもある程度利用してきた。ボールペン画は、21世紀でも人々を魅了し続けている。現代のアーティストは彼らの特定のボールペン技術的能力、想像力と革新によって承認を受けている。ニューヨーク在住の韓国人アーティスト、イル・リー (Il Lee) は、1980年代の初めから大規模で抽象的なボールペンのみの作品を制作してきた。彼の作品はソウル（韓国）やアメリカで展示されている。レニー・メイス (Lennie Mace) は1980年代半ば以降、木材やデニムなど、型破りな素材の表面に、様々なコンテンや複雑さを想像的に描き、ボールペンのみの作品を作成している。彼の変化に富んだ作風を表現するために、「ペンティング」と「メディア・グラフィティ」などの用語が生まれた。メイスは最も多作なボールペン画家である。彼の作品はアメリカ全土、日本でも定期的に展示されている。最近では、英国のジェームズ・ミルン (James Mylne) は、ほとんど黒ボールペンを使用して写真のようにリアルなアートワークを制作し、時には色を表現するために他の画材も使用している。ミルンの作品は、ロンドン、そしてインターネットを通して国際的な人気がある。ボールペンの限られた色の種類と、光による色の劣化がボールペン画家の懸念の一つである。ミスはボールペンアーティストにとって致命的である。線が描かれた後、基本的に消すことができないからである。
芸術的な目的のためにボールペンを使用する際、インクフローのたまりと詰まりにも配慮が必要である。日本人アーティスト「ハクチ」のイラストは、インターネットを通してアメリカでも人気となっている。フアン・フランシスコ・カサス (Juan Francisco Casas) とサミュエル・シルバ (Samuel Silva) のボールペン画は、最近インターネットでの「ヴァイラル」効果で注目を浴びている。